# Брэдшоу, Питер
Питер Брэдшоу (англ. Peter Bradshaw) — британский кинокритик, писатель, журналист, сценарист. C 1998 года ведущий кинематографический обозреватель и рецензент газеты «The Guardian».

## Биография
Питер Брэдшоу учился в частной школе в Хартфордшире, после её окончания поступил в Кембриджский университет. В свободное время участвовал в творчестве театрального любительского клуба «Footlights», а позже был избран его президентом.
После завершения учёбы работал в ежедневной газете «Evening Standard», для которой подготовил серию пародийных заметок из дневника, якобы написанных парламентарием от партии консерваторов Аланом Кларком. Публикации стали предметом судебного разбирательства, завершившегося в пользу политика. Основанием их запрета послужил факт того, что большинство читателей восприняло их как абсолютно подлинные. С 1998 года на постоянной основе работает в газете «The Guardian», где ведёт раздел кинематографа.
Питер Брэдшоу написал три романа: «Счастливый младенец Иисус» (1999 год), «Доктор Свит и его дочь» (2003 год) и «Ночь триумфа» (2013 год).
Принимал участие в работе жюри нескольких кино-форумов, в том числе, например, в программе «Особый взгляд» Каннского кинофестиваля 2011 года.
С 2002 года принимает в голосовании при выборе журналом «Sight & Sound» десятки лучших фильмов всех времён. В 2012 году его персональный список включил:
1. Зависимость (Абель Феррара, 1995 год)
2. Андрей Рублёв (Андрей Тарковский, 1966 год)
3. Энни Холл (Вуди Аллен, 1977)
4. Чёрный нарцисс (Майкл Пауэлл, Эмерик Прессбургер, 1947)
5. Скрытое (Михаэль Ханеке, 2005)
6. Я — Куба (Михаил Калатозов, 1964)
7. Любовное настроение (Вонг Карвай, 2000)
8. Добрые сердца и короны (Роберт Хеймер, 1949)
9. Бешеный бык (Мартин Скорсезе, 1980)
10. Поющие под дождём (Стэнли Донен, Джин Келли, 1952)